# 成都博物馆
成都博物馆是中华人民共和国四川省成都市的市级博物馆以及城市博物馆，1984年在成都东风路大慈寺开放。2009年，成都博物馆新馆开始修建，并在2016年6月11日开放。新馆位于天府广场西侧，与四川科技馆、四川省图书馆、四川省美术馆、锦城艺术宫、皇城清真寺相邻。新馆由萨瑟兰-赫西建筑事务所（Sutherland Hussey Harris）设计，占地面积约11333平方米，总建筑面积65000平方米，共9层，表皮由黄铜覆盖，呈现出“金镶玉”的独特样貌，是中国西南地区规模最大的城市博物馆。馆内常设“花重锦官城”成都历史文化陈列与中国皮影木偶展，藏品超过20万件。馆内另设有可容纳800人的皮影戏剧场和1000平方米的临时展厅，六楼则有可以俯瞰天府广场的观景长廊。

## 历史
1958年9月15日，成都市政府在文化部筹建博物馆的号召下，组建了成都市地志博物馆筹备委员会，地址位于大慈寺，并由副市长李劼人担任委员会主任。委员会的成立成为成都博物馆的前身。

### 简表
- 1958年，成都博物馆前身成都市地志博物馆筹备委员会成立
- 1974年，成立了成都市文物管理处
- 1982年，成都市博物馆在大慈寺建立
- 1984年，位于大慈寺的成都博物馆开放
- 2007年，成都博物馆新馆征集方案比选，萨瑟兰-赫西建筑事务所和北京泛道联合设计方案获一等奖
- 2009年，成都博物馆新馆奠基
- 2012年，成都博物馆新馆封顶[5]
- 2016年，成都博物馆新馆向公众开放[6]

## 设计

成都博物馆设计细节
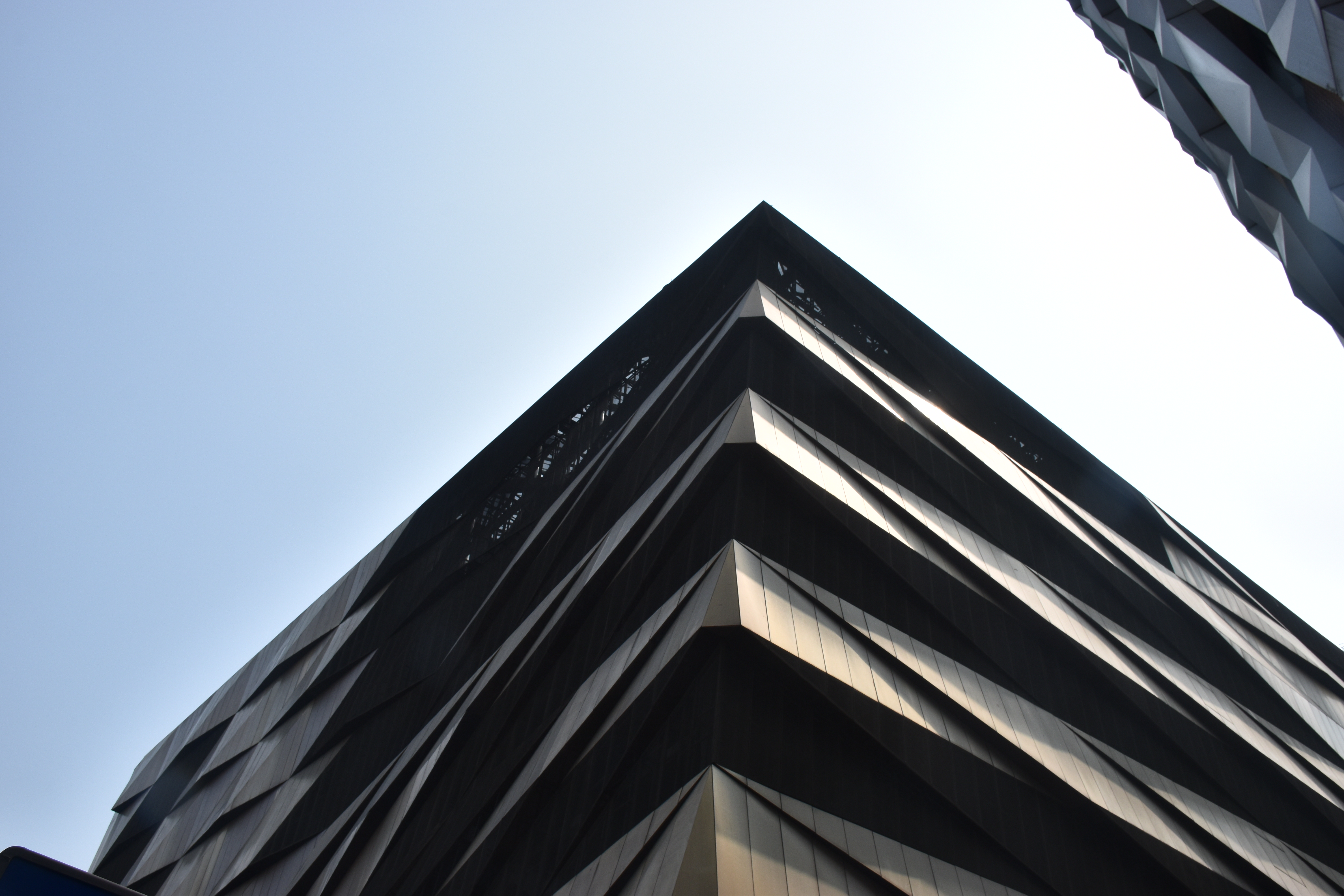
成都博物馆铜制外壳细节
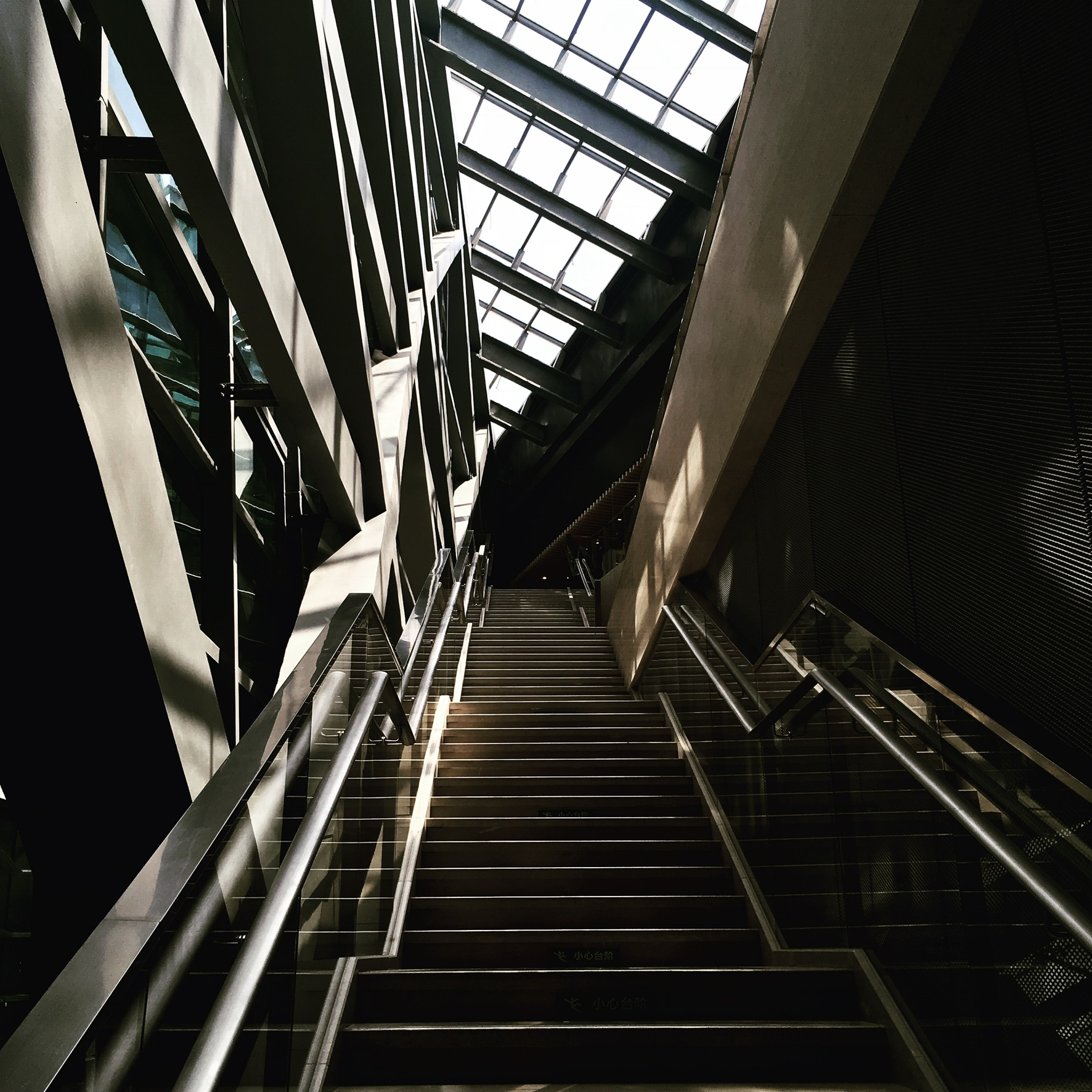
馆内通往六楼观景长廊的楼梯

成都博物馆新馆由萨瑟兰-赫西建筑事务所（Sutherland Hussey Harris）、中国航空规划设计研究院总院有限公司（AVIC CAPDI）与北京泛道国际设计公司（Pansolution）联手设计，外观为简约的直线形结构。建筑东侧首层抬高形成上升广场，联系了博物馆两侧的天府广场与皇城清真寺，这个广场也成为博物馆的入口和市民休闲的公共空间。博物馆表面被20000平方米的金色铜网覆盖，其表面细腻的纹理在不同的时段能呈现出多样的光影效果。在入口处，博物馆通过玻璃幕墙强化室内外联系，也形成了“金镶玉”的标志性外观，也与三星堆遗址、金沙遗址出土文物的绿色、金色形成呼应。
成都博物馆采用钢制斜肋架构支撑，最大展厅跨度达到30米。建筑物地下专门设置了一层隔震层与300余个防震橡胶支座以实现隔绝8级地震的能力。建筑外表皮能实现隔温效果，保证文物不因高温或低温受损。

## 陈列

成都博物馆部分馆藏文物
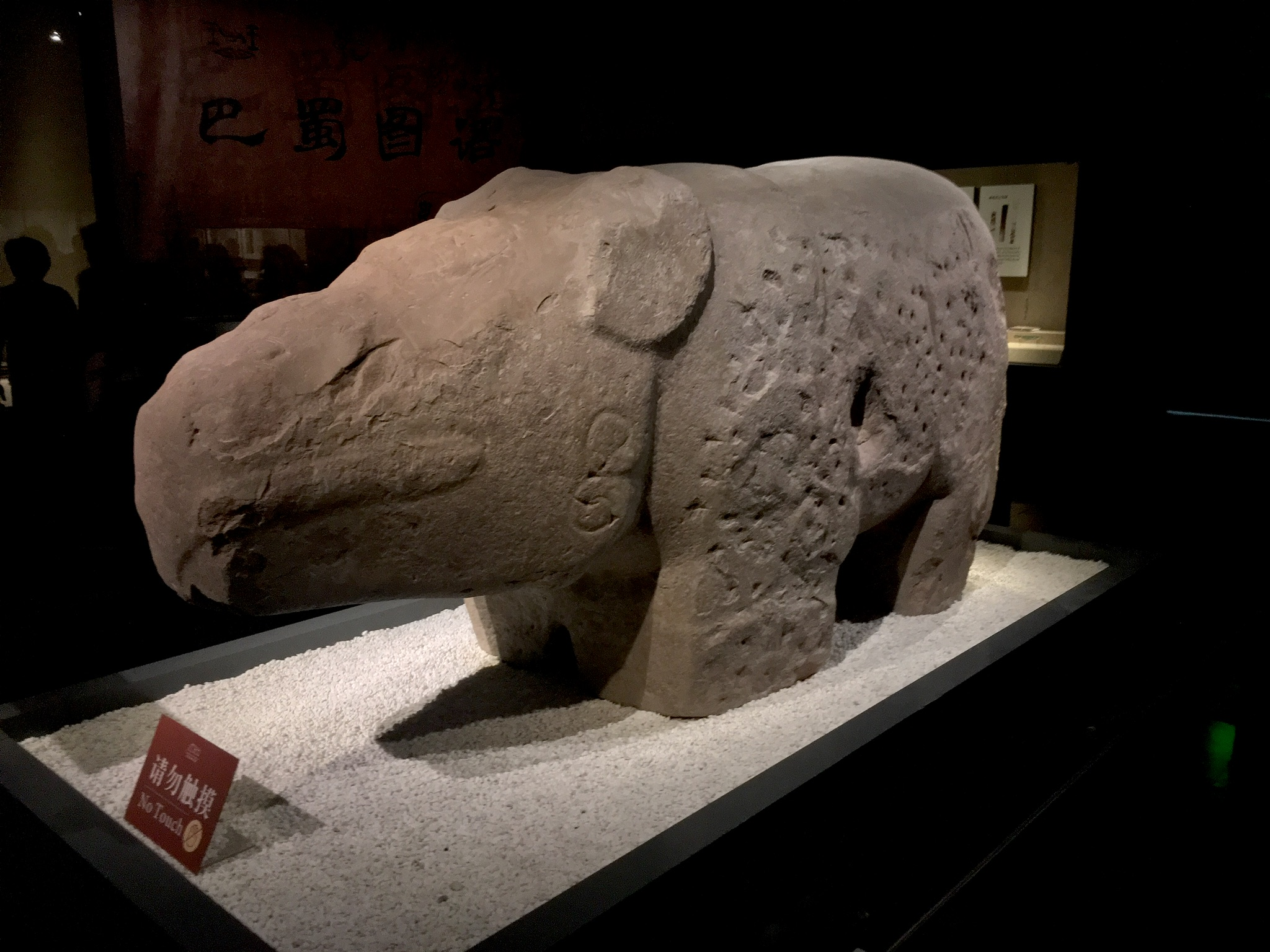
石犀
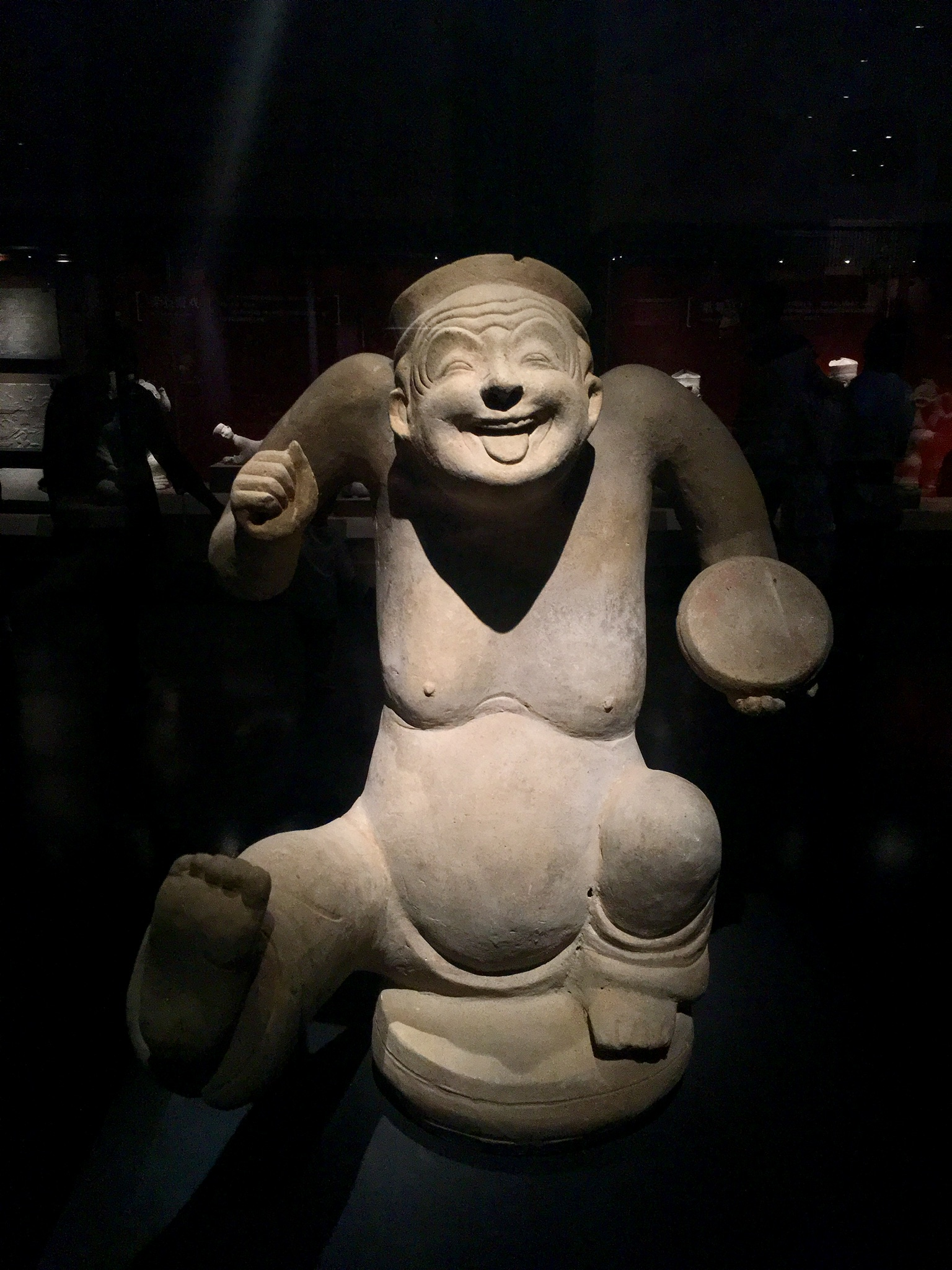
说唱俑
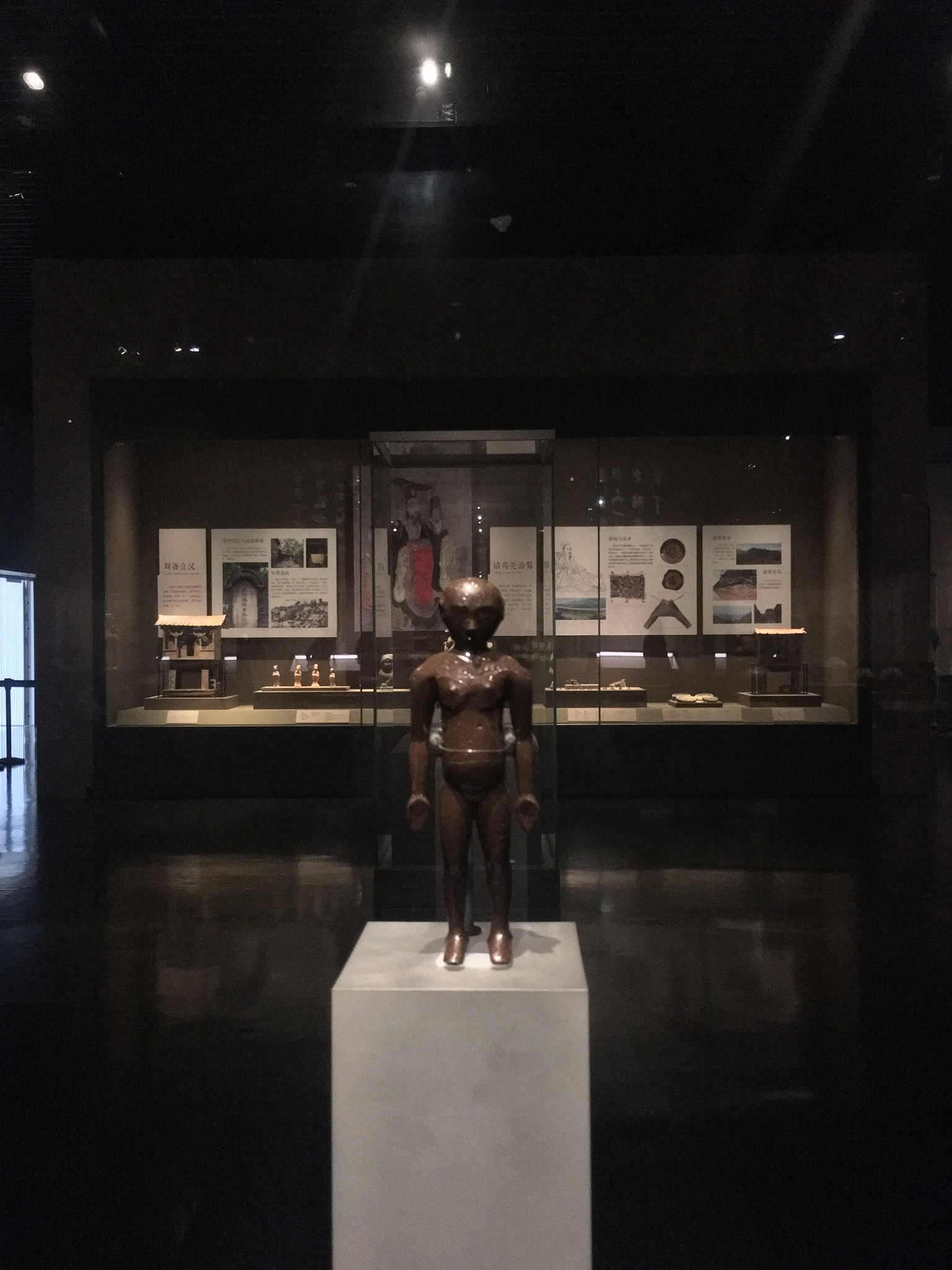
经穴髹漆人像
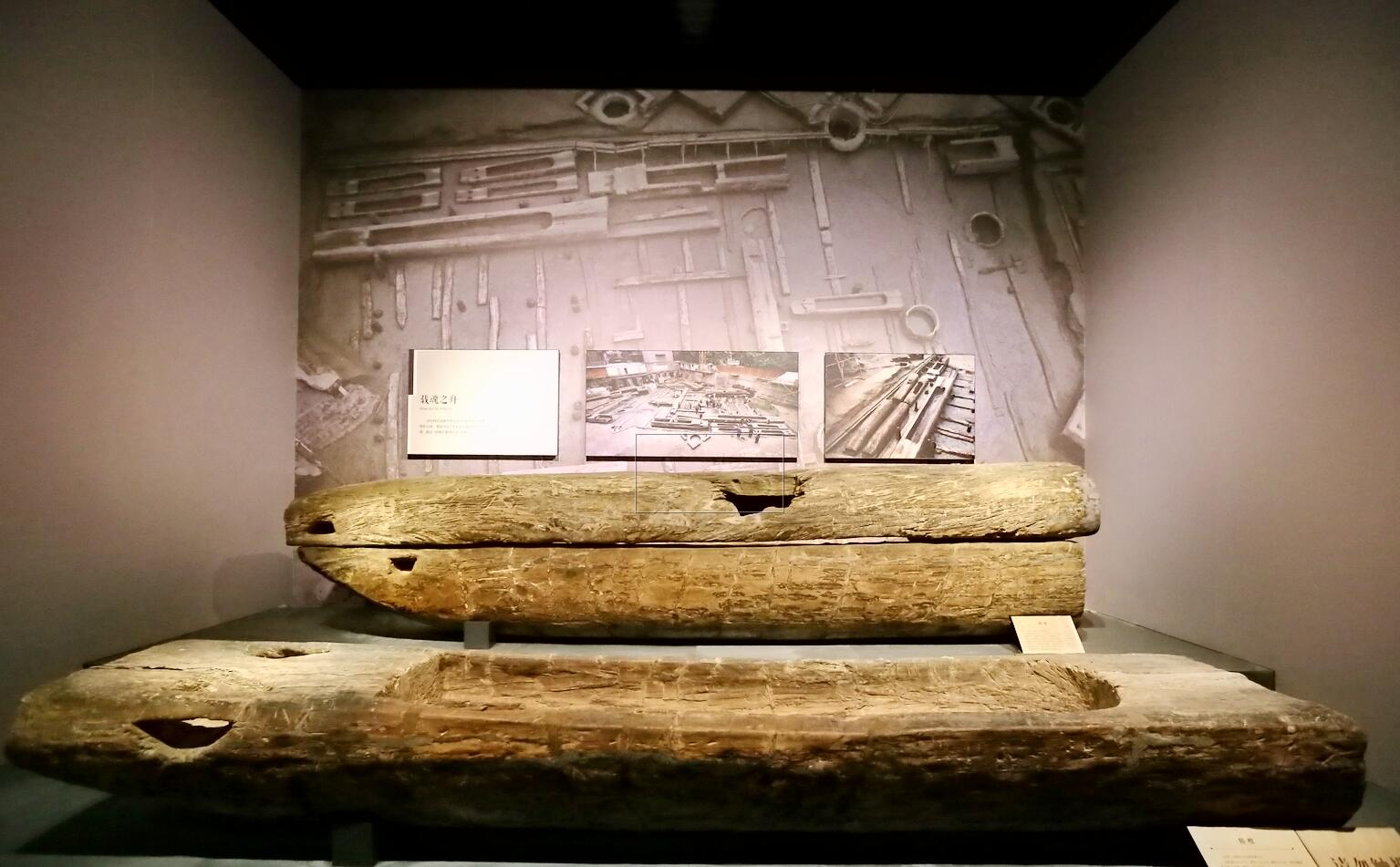
古蜀船棺（出土于商业街）
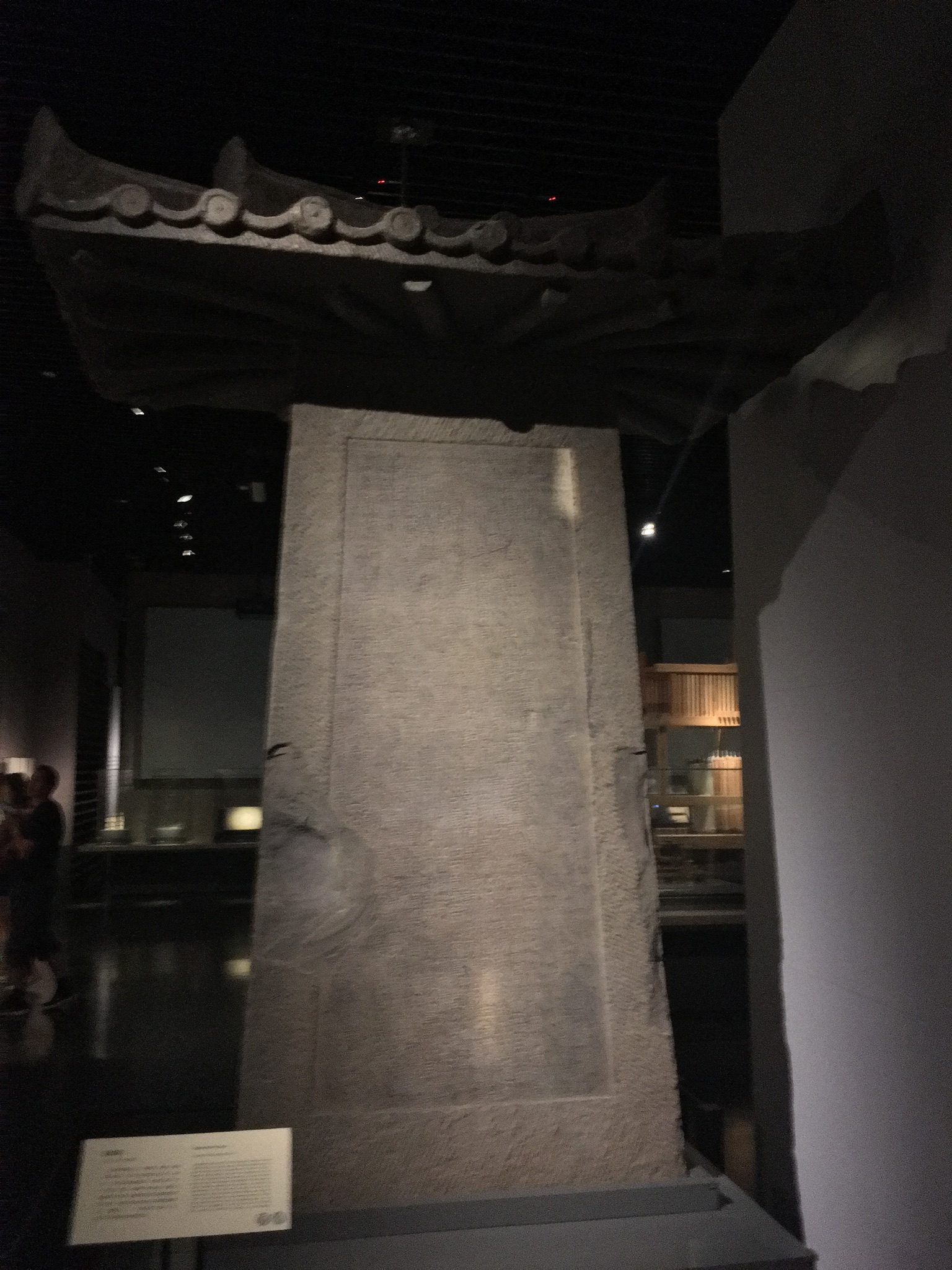
石碑
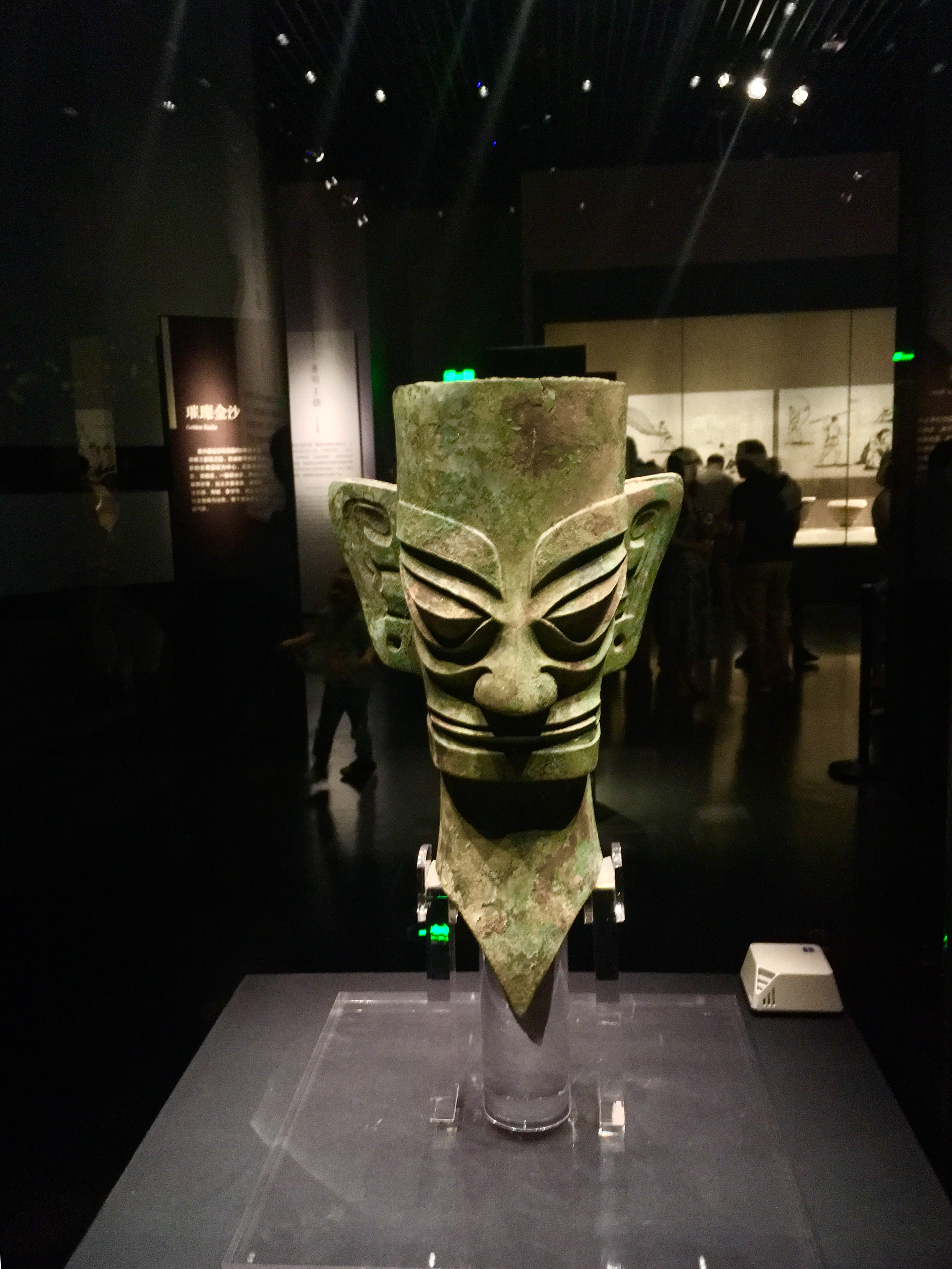
三星堆遗址青铜人面像

### 常设陈列

#### 花重锦官城：成都历史文化陈列
成都博物馆2-4层为常设陈列“花重锦官城：成都历史文化陈列”。2-3层为成都历史文化陈列（古代篇），4层为成都历史陈列（近世篇、民俗篇）。展览陈列包括五个专题：“九天开出一成都：远古家园篇”、“不尽长江滚滚来：古代历史篇”、“玉垒浮云变古今：近世风云篇”、“锦城楼下二江流：城市变迁篇”、“锦城丝馆日纷纷：民俗生活篇”。展品时间跨度超过四千年，最早为新石器时期的陶器，全面展示了成都平原从4500年前的新石器时代宝墩文化、金沙文化、三星堆文化至民国时期的历史、政治、文化、经济、城市与民俗变迁。陈列中较为重要的展品有制作于西晋以前的石犀牛、中国最早的经穴人体医学模型经穴髹漆人像（出土于老官山汉墓）、发掘于天府广场的汉代石碑等。

#### 影舞万象 偶戏大千：中国皮影木偶展
成都博物馆5层为常设展览“影舞万象 偶戏大千：中国皮影木偶展”，这是全中国最大的皮影木偶博物馆。该陈列有极强的互动性，通过故事人物的形式展示了皮影、木偶的起源与发展，且可以让访客亲自体验操控木偶。

### 临时陈列
成都博物馆自新馆开馆以来已经举办了多次临展，至2018年2月累计吸引观众达到420余万人次，各场临展均在当地引起较高关注。此外，成都博物馆还举办了大量的专题讲座，亦采用与学校合作、接受学生集体预约的方式施行教育功能。

成都博物馆已举行的部分临时展览有：
- 倥偬的乡愁：张大千特展（2016年6月11日-2016年9月11日）[12]
- 盛世天子：清高宗乾隆皇帝特展（2016年9月16日-2016年11月15日）[13]
- 丝路之魂：敦煌艺术大展暨天府之国与丝绸之路文物特展（2016年12月26日-2017年4月10日）[14]
- 帝国夏宫：俄罗斯彼得霍夫国家博物馆藏文物特展（2017年6月11日-2017年8月27日）[15]
- 石湾是个美陶湾：佛山石湾窑陶瓷展（2017年7月18日-2017年10月31日）[16]
- 现代之路：法国现当代绘画艺术展暨陈像·蜕变摄影展（2017年9月27日-2017年12月15日）
- 锦行天下：中国织锦文化展（2017年11月21日-2018年3月4日）[17]
- 海内存知己，天涯若比邻：成都国际友城交流展（2017年12月29日-2018年3月11日）
- 文明的回响：来自阿富汗的古代珍宝展（2018年2月1日-2018年5月6日）[18]
- 影子之城：营造学社镜头下的广汉（2018年6月8日-2018年8月31日）[19]
- 秦蜀之路：青铜文明特展（2018年8月6日-2018年11月11日）
- 万物熙攘：第54届全球野生动物摄影展（2019年7月16日-2019年9月1日）[20]
- 巧手夺天工——传统工艺的现代新生（2019年9月27日-2019年11月20日）[21]
- 走进重华宫——乾隆皇帝的潜邸（2019年10月1日-2019年11月30日）[22]
- 大师印记——北京大学赛克勒考古与艺术博物馆藏版画展（2019年12月25日-2020年5月24日）[23]
- 映世菩提：南北造像艺术的交流与融合（2020年1月-8月）[24]
- 竞姸：清代中日伊万里瓷器展（2020年6月30日-2020年10月11日）[25]
- 红星耀蓉城·百年铸辉煌（2021年6月29日-2021年8月1日）[26]
- 富贵长春——中国传统财富文化展（2021年12月28日-2022年3月20日）[27]
- 光影浮空：欧洲绘画五百年（2020年9月29日-2021年1月3日）[28]
- 云想衣裳——丝绸之路服饰文化特展（2022年1月25日-2022年5月18日）[29]
- 玉汝于成——潘玉良的艺术人生（2020年12月11日-2021年3月14日）[30]
- 列备五都—秦汉时期的中国都市（2021年2月9日-2021年5月19日）[31]
- 空明流光——宋瓷·五大名窑特展（2022年8月-2022年10月）[32]
- 一支铅笔诞生的世界：动漫原画特展（2022年5月17日-2022年9月12日）[33]

## 服务信息

### 开放时间
- 夏季（5月1日-10月31日）：周二至周日09:00-20:30
- 冬季（11月1日至次年4月30日）：周二至周日09:00-20:00

博物馆每晚闭馆前1小时停止入馆，周一、除夕和正月初一全天闭馆。

### 交通信息
- 地铁：成都地铁1号线、2号线 天府广场站西1出口
- 公交：13、30、43、47、64、78路至西御街站

### 票务信息
免费参观，凭有效身份证件入场。部分临时展览需要提前预约凭票入场。

### 信息动态
成都博物馆通过其官网和官方微博账号发布博物馆动态。它同时是中国大陆首家运用直播进行宣传的博物馆，微博单条最高阅读量也突破千万。